# Criptococcosi
La criptococcosi  è una micosi polmonare provocata da Cryptococcus neoformans. In persone immunocompententi il contatto con il fungo non è causa di malattia e decorre in maniera asintomatica. La criptococcosi è considerata una delle malattie che occorrono con molta frequenza in pazienti immunocompromessi come pazienti con HIV oppure sottomessi a trattamenti immunosoppressori.

## Eziologia
L'agente patogeno è un fungo denominato Cryptococcus neoformans presente in terreni contaminati da escrementi di uccelli, in particolare di piccioni. L'infezione avviene tramite inalazione o contatto con le spore potendo questo causare patologia polmonare, meningea o infettare ferite esposte. Tale fungo si riproduce nel corpo per gemmazione e non si trasmette da un soggetto affetto ad uno sano.
Fattori di rischio sono la presenza di malattie come l'AIDS (il cryptococcus neoformans è il fungo più pericoloso per tali persone), presenza di neoplasie o linfomi e il trattamento con corticosteroidi o altri immunosoppressori.

## Clinica
I sintomi presentano polmonite, dolore addominale, tosse, cefalea, febbre leggera, nausea, demenza, offuscamento della vista e confusione. Nella persona immunodepressa i sintomi sono molto più gravi e coinvolgono tutto il corpo; particolarmente temibile è la meningite da criptococco. Le complicanze possono arrivare alla perdita del visus, a deficit motori e all'idrocefalo.

## Trattamento
Il trattamento prevede somministrazione di amfotericina B, dapprima in dose leggere e se non vi è risposta in dosi più pesanti e nei casi più gravi in combinazione con flucitosina o fluconazolo. Per le persone affette da AIDS dopo la cura si deve essere attenti a recidive e quindi si somministra a lungo termine l'itraconazolo o il fluconazolo.

### Prognosi
Ottima per gli individui non immunodepressi, dove è prevista la guarigione spontanea in una settimana circa. La letalità si attesta intorno al 40-50% dei casi.